# Nataly Bleuel
Nataly Bleuel (* 25. Dezember 1967 in München) ist eine deutsche Journalistin und Autorin.

## Werdegang
Nataly Bleuel studierte Soziologie, Lateinamerikanistik, Geschichte und Literaturwissenschaft in München, Freiburg und Berlin und Italienisch in Perugia/Italien. Ihre Eltern sind der Schriftsteller Hans Peter Bleuel und die ehemalige Lektorin Sigrid Bleuel. Bevor sie 1996/97 die Henri-Nannen-Journalistenschule besuchte, arbeitete sie für die taz, den Hofer Anzeiger und den Bayerischen Rundfunk. Von 1997 bis 2000 war sie Kulturredakteurin und Reporterin bei Spiegel Online. Seit 2000 schreibt sie als freie Journalistin für Zeitungen, Zeitschriften und die ZEIT und Bücher, als Ghostwriterin und als Autorin. Darüber hinaus arbeitet sie als Heilpraktikerin für Psychotherapie u. a. auf Basis der Narrativen Expositionstherapie. 
Außerdem machte sie Recherchen, Texte und Dramaturgie für die Theater-Regisseurin Christine Umpfenbach und den Komponisten Marc Sinan. Sie rief die Freischreiber, Pro Quote Medien und Demokratie in Bewegung mit ins Leben, ist Mitglied von Reporter ohne Grenzen und war Jurymitglied des Nannen Preises.
Mit ihrer Familie lebt sie in Berlin und an der italienisch-französischen Grenze.

## Auszeichnungen
- Shortlist des Publizistik-Preises der Stiftung Gesundheit, 2021[5]
- Journalistenpreis der Deutschen Chirurgen, 2017[6]
- Deutscher Sozialpreis, 2015[7]
- Katholischer Medienpreis, 2015[8]
- Hansel-Mieth-Preis, 2015[9]
- Dr.-Georg-Schreiber-Preis, 2015[10]
- Journalisten-Preis des Bundesverbands Herzkranker Kinder, 2015

## Bücher
- mit Dr. Maggie Schauer: Die einfachste Psychotherapie der Welt. Wie wir die Ursache von Stress und Krankheit behandeln und den Kreislauf von Trauma und Gewalt durchbrechen, Rowohlt Hamburg 2024, ISBN 978-3499013034
- mit Karsten Richter: Blockaden lösen. Wie wir wieder in den Flow des Lebens kommen. Rowohlt, Hamburg 2023, ISBN 978-3-499-01207-5
- mit Karsten Richter: Heilen mit den Händen. Wie Osteopathie Schmerzen lindert, Blockaden löst und Sie beweglicher werden lässt, Rowohlt, Hamburg 2021, ISBN 978-3-499-00507-7
- Das sind die Hormone: Wie sie uns durchs Leben dirigieren, wie sie Stimmung machen und wie wir damit umgehen, C. Bertelsmann, München 2002, ISBN 978-3-570-10361-6
- mit Christian Esser und Alena Schröder: Herzenssache: Organspende: Wenn der Tod Leben rettet, C. Bertelsmann, München 2017, ISBN 978-3-570-10109-4
- Ich will raus hier: Anstiftung zum guten Leben im falschen, Herder 2015, ISBN 978-3-451-30421-7
- für Susanne Jung: Besser leben mit dem Tod: oder Wie ich lernte, Abschied zu nehmen, Klett-Cotta, Stuttgart 2013, ISBN 3-608-94745-0
- für Andrea Nahles: Wertarbeit. Leitbild für eine menschliche Arbeitsgesellschaft, Vorwärts, Berlin 2013, ISBN 978-3-86602-563-9
- für Michael Kuhr: Bodyguard: Zwischen High Society und Unterwelt, Droemer, München 2011, ISBN 978-3-426-27567-2
- für Oliver Lück: Keine Angst!: Über die alltägliche Gewalt und wie man richtig reagiert, Droemer, München 2010, ISBN 978-3-426-27547-4
- mit Stan Engelbrecht und Dagmar Hötzel: Das is(s)t Deutschland: Menschen und ihr Lieblingsessen, Dayone, München 2009, ISBN 978-3-00-026320-0
- mit Christine Hohwieler: Die tun nichts, die wollen nur spielen!: Warum Frauen die Arbeit und Männer ihren Spass haben, Herder, Freiburg 2006, ISBN 978-3-451-29062-6
- Muttertage: Ich und mein Familienunternehmen, Herder, Freiburg 2006, ISBN 978-3-451-28876-0

## Theater
- Mit der Marc Sinan Company: I Exist (2015)[11], Dreams of Electric Sheep, am Berliner Radialsystem (2018)[12], Different Bombs in der Spreehalle (2021)[13]
- Mit Christine Umpfenbach: Schreberzentrale oder die hingemachten Männer, an der Berliner Volksbühne (2000), Let’s go West, am Theater Wismar (2003), Endstation West und Old Stars für die Münchener Kammerspiele (2006), Win-Place-Show, am Münchener Icon (2008)